# Marie Höljer
Anna Marie Höljer-Serra (nascida em 20 de outubro de 1965) é uma ex-ciclista sueca que competia em provas de estrada.

## Carreira
Competiu como representante de seu país, Suécia, na prova de estrada individual feminina nos Jogos Olímpicos de Verão de 1988 em Barcelona, onde terminou na sétima posição. Também participou dos Jogos Olímpicos de Barcelona 1992, terminando em nono na mesma prova.